# Польско-тевтонская граница
Польско-тевтонская граница — государственная граница между Государством Тевтонского ордена и Речью Посполитой, существовавшая в 1231—1525 годах, а затем граница между Герцогством Пруссия и Речью Посполитой, существовавшая в 1525—1657 годах.

## ГраницаРечи ПосполитойсГосударством Тевтонского ордена
Появилась в период феодальной раздробленности в Польше, когда мазовецкий князь Конрад заключил договор с Тевтонским орденом, который обязался оборонять княжеские владения от пруссов. Взамен князь отдал им Хельминскую землю, не отказавшись формально от права владения на неё.
Первые рыцари прибыли туда в 1231 году.
Первоначально граница опиралась на реки Дрвенцу и Вислу (от Торуни до её устья в Вислинском заливе).
В 1308 году крестоносцы завоевали Померелию. Появилась граница подтверждённая калишским миром 1343 года, просуществовавшая до 1466 года (Второй Торуньский мир).
Эта граница начиналась от стыка границ Польши, крестоносцев и Померании над рекой Гвдой в окрестностях Лендычека, затем шла в восточном направлении, опираясь на реки Дебжинку, Камёнку и Брду и доходила до Короновского озера, откуда по кратчайшей линии достигала Вислы (южнее Топольна). Опираясь на Вислу шла сначала в южном направлении, затем в юго-восточном, в направлении Торуни, оставляя Нешаву на тевтонской стороне. За Торунью граница шла по реке Дрвенце, затем южнее Бродницы поворачивала в восточном направлении до стыка границ Польши, крестоносцев и польского вассала Мазовии.

## ГраницаРечи Посполитойс вассальнымГерцогством Пруссия
Последний великий магистр Тевтонского ордена Альбрехт Бранденбургский решил под влиянием идей Реформации Мартина Лютера стать светским правителем и превратил Тевтонский Орден в 1525 году в герцогство Пруссия. Альбрехт подписал 8 апреля 1525 года в Кракове мирный договор с Польским королевством и 10 апреля 1525 года принес вассальную присягу королю Польши как герцог Пруссии.
Граница между герцогством и Короной в основном совпадала с установленной в 1466 году вторым торуньским миром.
Граница начиналась над Вислинским заливом у устья реки Паслёнки, севернее Бранева. Затем шла в юго-восточном направлении до точки немного за Решелью. Оттуда принимала юго-западное направление, идя восточнее Бискупца и доходила до озера Плюшне. Затем восточнее Ольштынека продолжается в соответствии с течением реки Паслёнки в северо-западном направлении до Пасленка. Оттуда идёт через озеро Дружно, на восток от Дзежгони и севернее Квидзына доходит до Вислы. Оттуда идёт по течению Вислы, а затем севернее Грудзёндза продолжает идти в общем направлении на восток, доходя после ряда резких изменений направления до Вислы южнее Дзялдова и Нидзицы. Затем идёт в северо-восточном направлении до стыка границ Польши, герцогства Пруссия и Великого княжества Литовского возле Богуше, близко к Граеву.
Граница герцогства с Великим княжеством Литовским была установлена мельнским миром в 1422 году и шла от упомянутого стыка границ в северном направлении, достигая Немана, после чего продолжалась в северо-западном направлении. Оставляя на прусской стороне нижнее течение Немана доходила до Балтийского моря южнее Паланги.
Граница существовала до 1657 года, когда Речь Посполитая отказалась от своих прав на Восточную Пруссию в пользу бранденбургского курфюрста Фридриха Вильгельма (бранденбургские курфюрсты владели герцогством Пруссия с 1618 года — но как вассалы польской короны).